# Ryska federationens väpnade styrkors huvudkatedral
Ryska federationens väpnade styrkors huvudkatedral (ryskaː Главный храм Вооружённых сил Российской Федерации; translitteration: Glavnyj chram Vooruzjonnych sil Rossijskoj Federatsii; kyrkslaviska: Гла́вный хра́мъ Воѡрꙋже́нныхъ си́лъ Рѡссї́йской Федерацїи), också kallad Kristi uppståndelses katedral (Храм Воскресения Христова/Chram Voskresenija Christova; Хра́мъ воскресе́нїѧ Христова), är en rysk-ortodox katedral belägen i Patrioternas park i staden Kubinka, i Odintsovskijdistriktet i Moskva oblast.
Katedralen är helgad åt Jesu uppståndelse och Sovjetunionens seger över Nazityskland i stora fosterländska kriget (andra världskriget). Den tillhör det rysk-ortodoxa stiftet Moskvas stift och är även en av Rysslands och världens högsta östortodoxa katedraler.
Katedralen är nästan helt omgiven av ett museikomplex vid namn Minnesvägen vars längd är cirka 1,5 kilometer.

## Historik
Ryska federationens väpnade styrkors huvudkatedral uppfördes år 2020 som en del av 75-årsfirandet av Sovjetunionens seger över Nazityskland under stora fosterländska kriget, men blev dock något försenat på grund av covid-19-pandemin. Byggandet av katedralen slutfördes den 9 maj – samma dag som Ryssland firar segerdagen. Den invigdes till slut den 14 juni och öppnades den 22 juni (dagen då Operation Barbarossa inleddes) 2020.
Vid invigningen deltog rysk-ortodoxa kyrkans patriark Kirill av Moskva, president Vladimir Putin och försvarsminister Sergej Sjojgu.
Katedralen är byggd med hjälp av donationer och statliga budgetmedel.
Vid byggandet deltog 51 567 arbetare. Totalt var det 94 360 personer och 1 217 organisationer som donerade pengar. Sammanlagt blev det 3 063 725 701,29 rubel.
Katedralens huvudarkitekt var Dmitrij Smirnov.

## Katedralen

### Exteriör
- Katedralens höjd (med korset) är 96 meter. Klocktornets höjd är 75 meter, vilket symboliserar 75-årsminnet av krigets slut vid katedralens uppförande år 2020.[5] Katedralen kan rymma upp till 6 000 personer samtidigt och har två våningar. Ytan och dess område utanför är cirka 11 000 m2 stort.
- Den 15 november 2019 sattes den största kupolen på byggnaden, vars vikt är 80 ton tung, diameter och höjd 12 meter. Katedralen har totalt 6 kupoler. Den mellersta kupolen är den största och har 8 stycken fönster[4] och har en diameter på 19,45 meter, vilket symboliserar året (1945) då det stora fosterländska kriget tog slut.[3] Den lilla kupolens höjd är 14,18 meter, vilket symboliserar antalet dagar (1418) som kriget varade.[6][7] Fyra stycken av de sex kupolerna har en vikt på cirka 34 ton.
- På katedralens fasad på baksidan kan man se skulpturer som föreställer sovjetiska soldater under andra världskriget och en vikbar tavla med skulpturer.[8][3] Fasaderna är gjort av metall.

### Interiör och inventarier

#### Kryptan
- Kryptan är helgad åt Vladimir I av Kiev.[5][3]
- Dekorationerna inne i kryptan är gjorda av keramik och är dekorerade med Gzhel-målningar. Exempel på personer som man kan se på mosaiker är Jesus Kristus, Jungfru Maria, Olga av Kiev, Johannes döparen, Sankt Göran och Sankt Nikolaus.[8] Sedan finns det ett rum där ett dopkar och en stor dopfunt finns. Sedan finns det en ikonostas, ikoner och en liten affär. Bland annat är inredningen och ikonostasen gjorda av koppar.
- Rummet där dopkaret finns (se bild nedanför) är byggd i bysantinsk stil.[3]

#### Övervåningen
- På övervåningen kan man bland annat se en stor guldstaty hängande på väggen föreställande Jesus, mosaiker föreställande Sankt Göran, Jungfru Maria och Jesusbarnet, tre större ikoner föreställande Jungfru Maria och Jesusbarnet och en kopia av Andrej Rubljovs Treenighetsikon.[8] För övrigt kan man hitta en ikonostas, krucifix, fler ikoner och mosaiker som på bottenvåningen. Ikonostasen och krucifixet är gjorda av koppar.[4]
- Golven och trapporna innehåller bitar som kommer ifrån bland annat tyska stridsvagnar och vapen som togs av sovjetiska styrkor under andra världskriget.[3]
- Det finns fem altare på övervåningen.[3]
- På väggarna, som är dekorerade med målningar och mosaiker, kan man se olika bibelverser och olika krigsscener från rysk militärhistoria.
- Om man blickar upp kan man se olika sovjetiska/ryska glasmålningar med militära utmärkelser/ordrar som Alexander Nevskijorden, Bohdan Chmelnytskyjs orden, Usjakovorden, Nakhimovorden, Suvorovorden, Kutuzovorden, Vinstorden, Röda fanans orden, Röda stjärnans orden och Orden av de fosterländska kriget. Alla nämnda utmärkelser är av första klass.
- De som var med och dekorerade katedralen var bland annat arkitekt D.M. Smirnov, S.A. Shcherbakov, S.N. Andriyaka, D.B. Namdakov, V.D. Shanov och V.I Nesterenko.[9]

#### Huvudikon
- Katedralen har även huvudikon, som föreställer Jesu ansikte, som kallas mandylion eller edessabild. Ikonens måt är cirka 98 x 84 x 10 cm och väger cirka 100 kg. Den är också vikbar.[5][3]
- Själva ansiktet målades på en tavla som kom från en rysk kanon från år 1710, som hittades i floden Neva, i västra Ryssland.[10][3]
- Ikonen tillverkades på bekostnad av Vladimir Putin. Under tillverkningen har den rest över 57 000 km och besökt 45 olika städer i Ryssland.[3]

### Klockor
Katedralens klockor tillverkades i staden Voronezj i sydvästra Ryssland. Katedralen har totalt 18 klockor. Den största klockan väger 10 ton och den minsta 18 kg. Klockorna sattes upp den 23 augusti 2019 i klocktornet. Tillverkningen av klockorna pågick i cirka ett halvår och på en klockornas sida finns emblemet av Rysslands flotta.

### Övrigt
På taket finns totalt 6 kors som är gjorda i rysk stil. Själva katedralen är byggd i rysk-bysantinsk stil.

## Kontroverser
I april 2020 började bilder läckas inne från katedralen som visar en nästan färdig mosaik av president Vladimir Putin, försvarsministern Sergej Sjojgu och andra högt uppsatta ryska tjänstemän. Även Josef Stalin och en hyllning till Rysslands annektering av Krimhalvön hade avbildats. Senare bestämdes det att katedralen inte skulle ha mosaiker föreställande Putin och Stalin sedan Putin själv opponerat sig.
Under Rysslands invasion av Ukraina har katedralen blivit en symbol för rysk militarism, där Rysslands invasion beskrivs som helig av ryska myndigheter.

## Övrigt
En liten bit bort från katedralen finns fyra kaféer och en stor skulptur föreställande Jungfru Maria där man kan gå in och tända ljus.

## Bilder

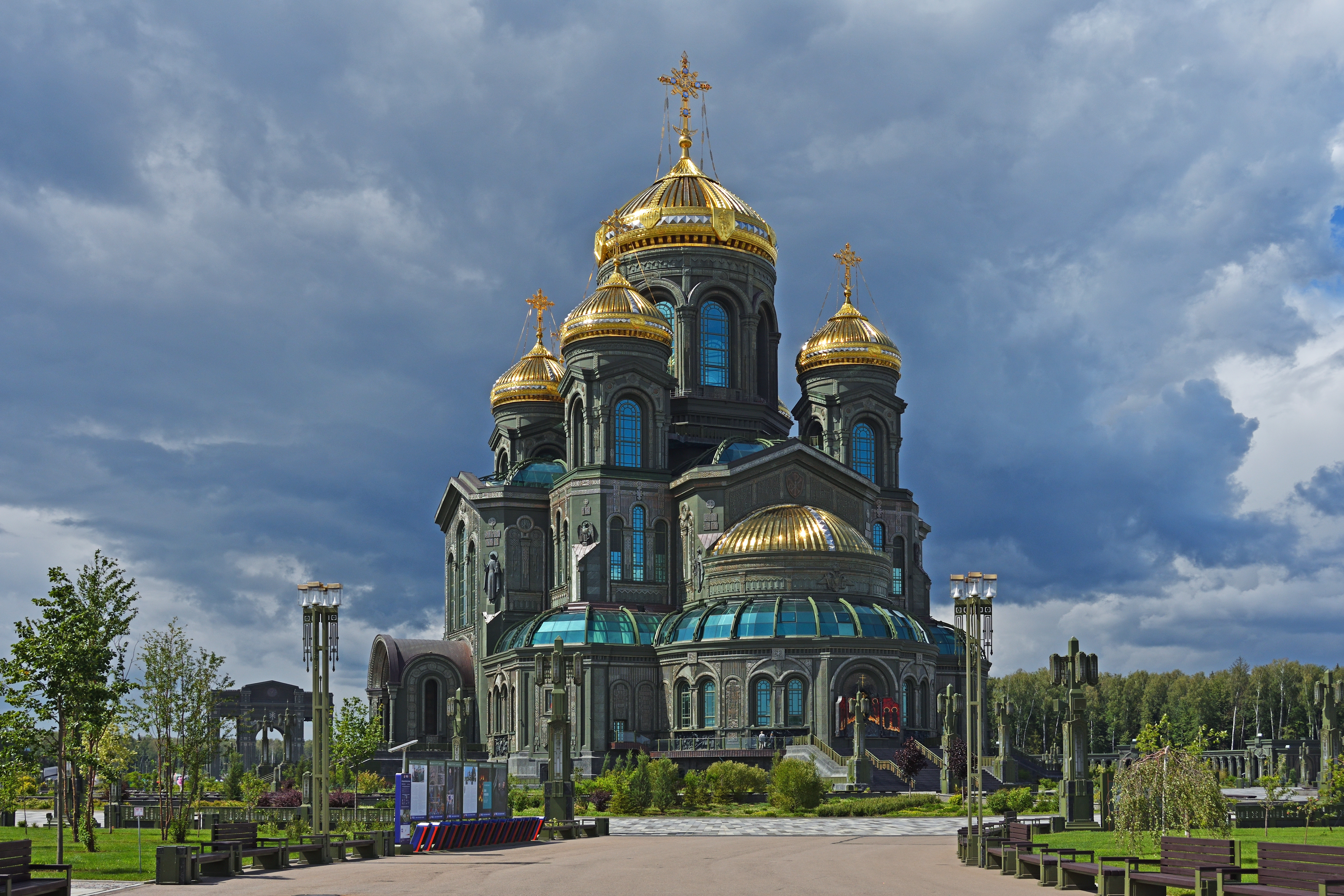
Absiden.
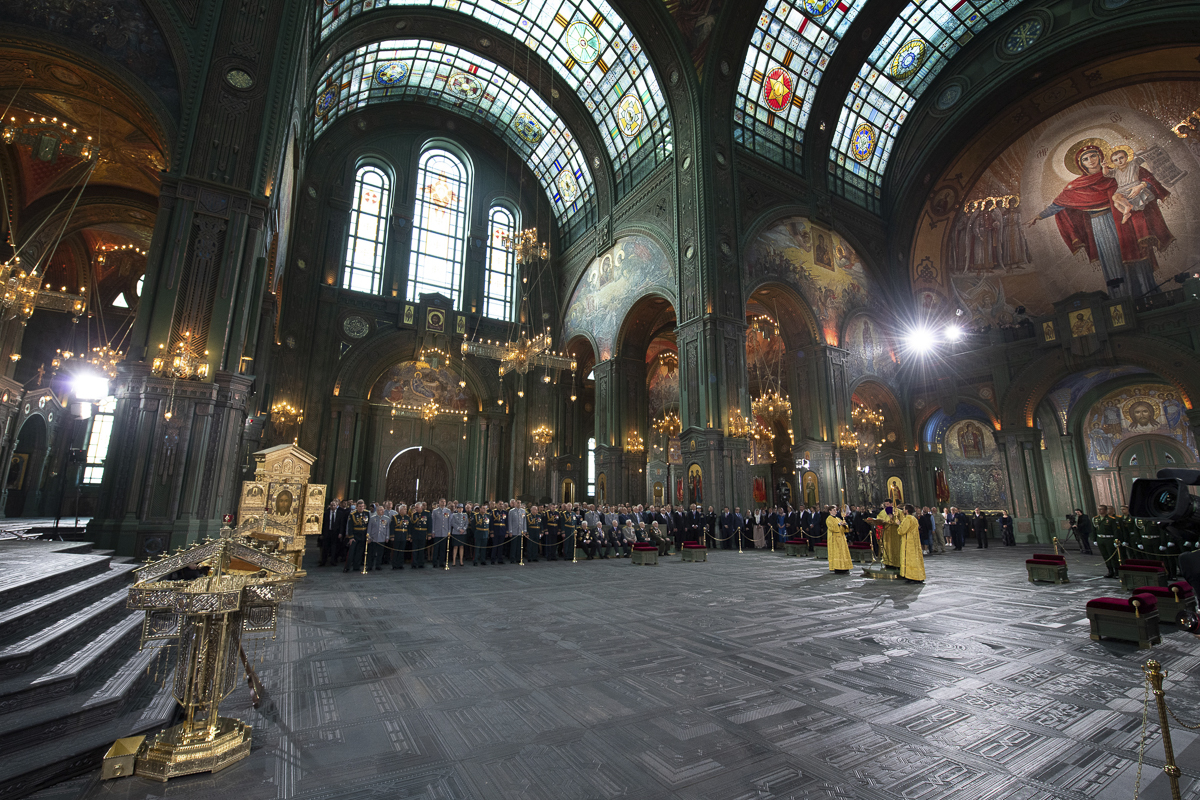
Katedralens interiör på övervåningen.
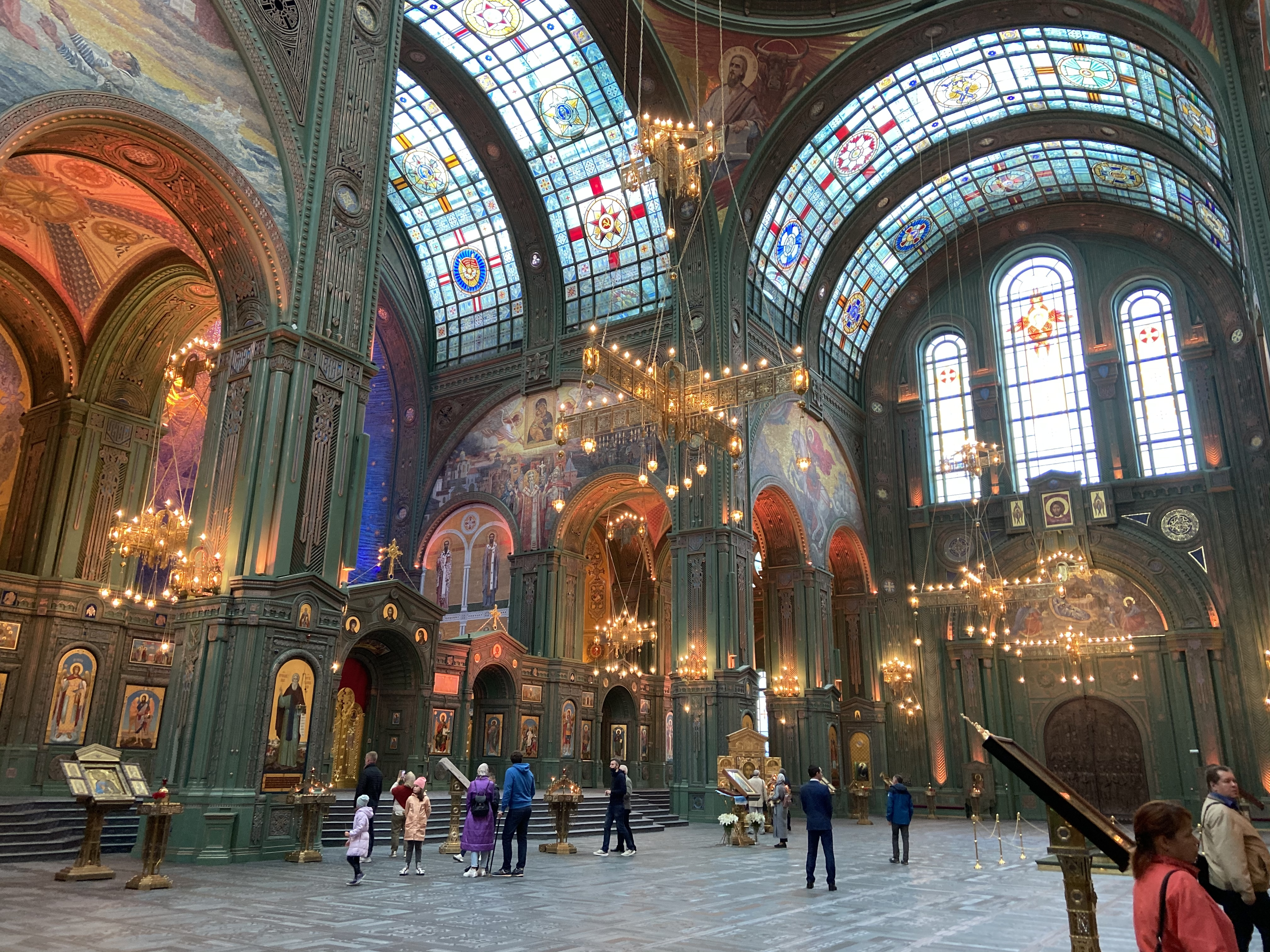
Interiören på övervåningen.
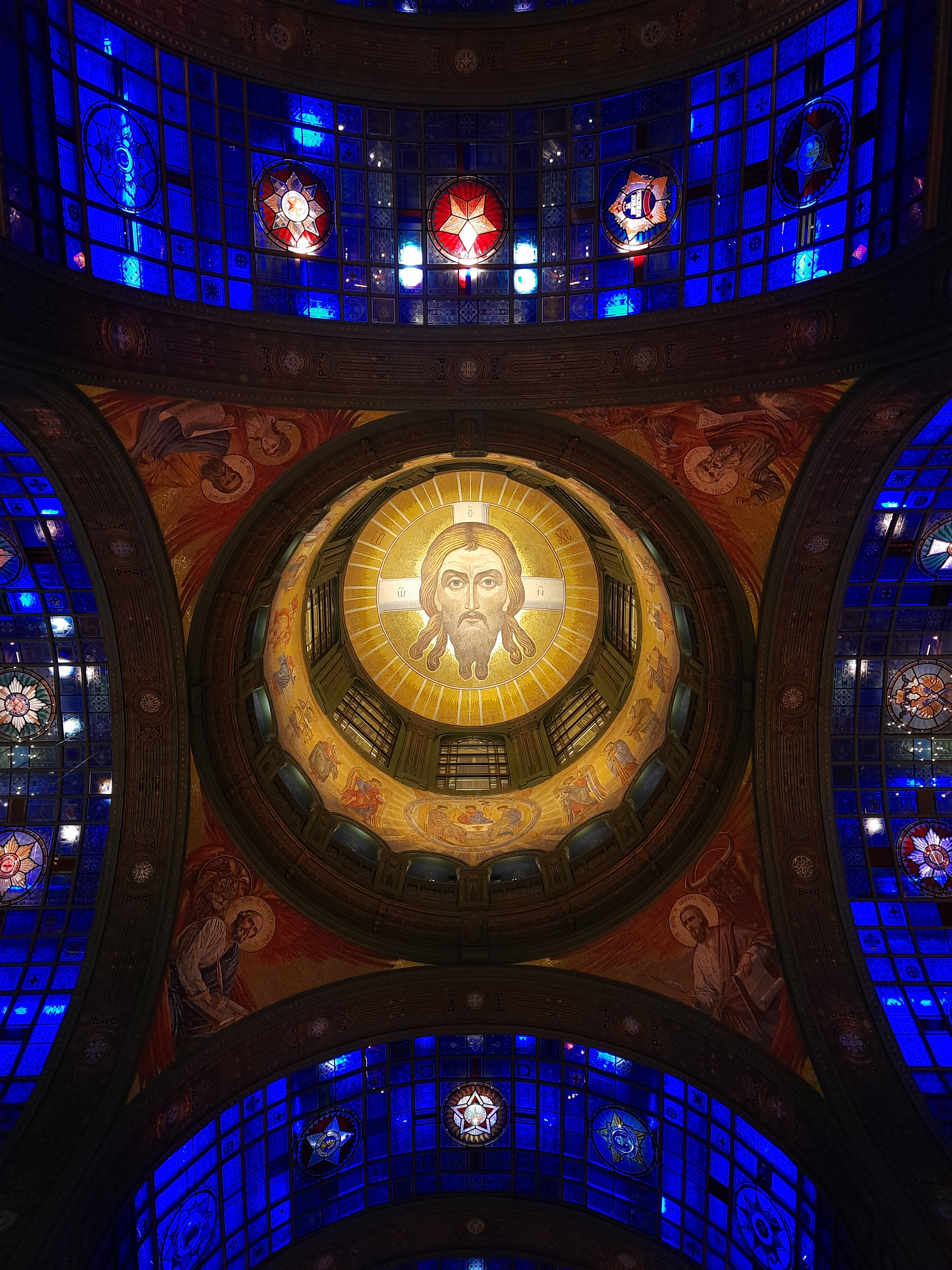
Mandylion-avbildning på den största kupolen.
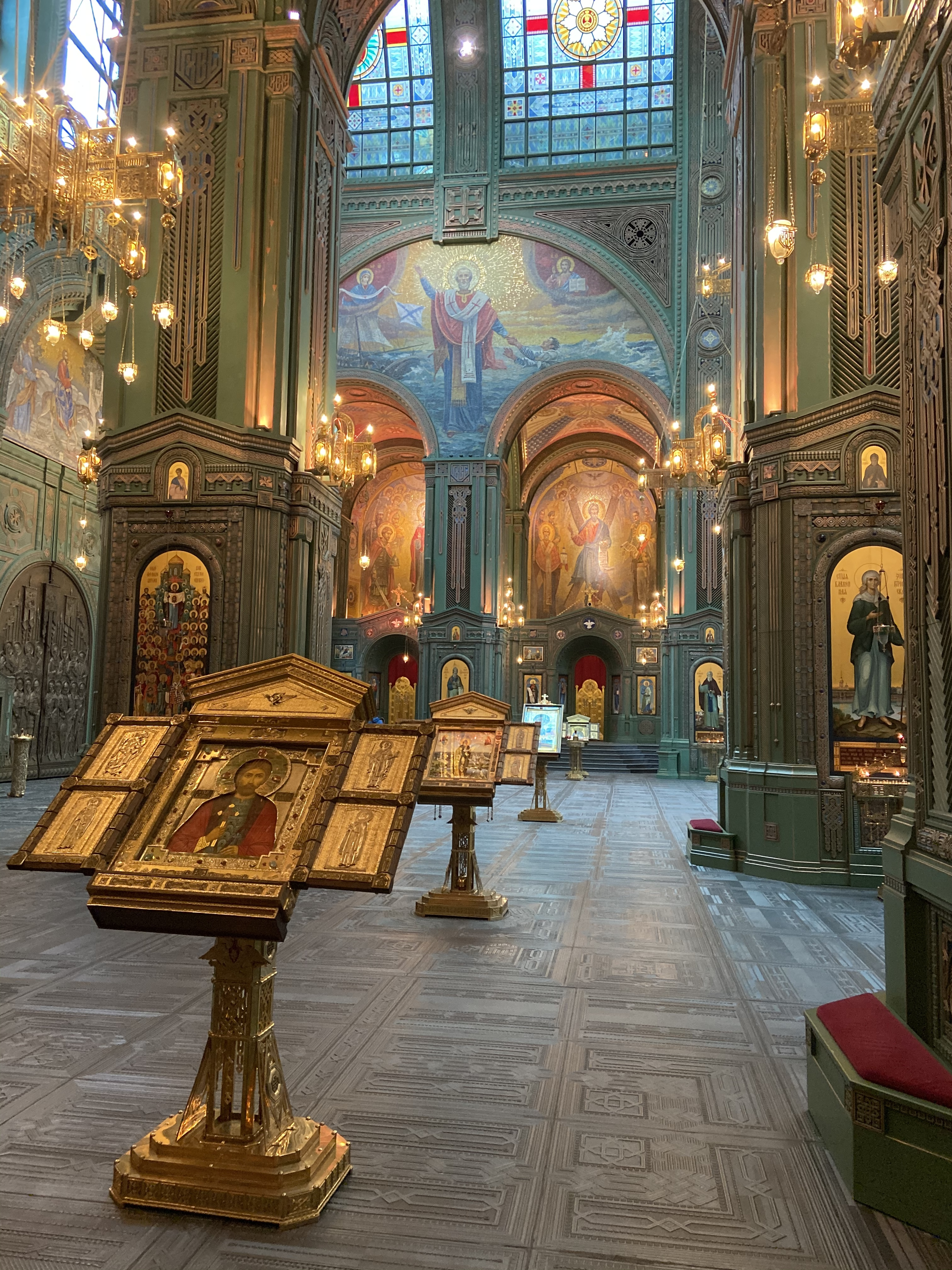
Interiören.
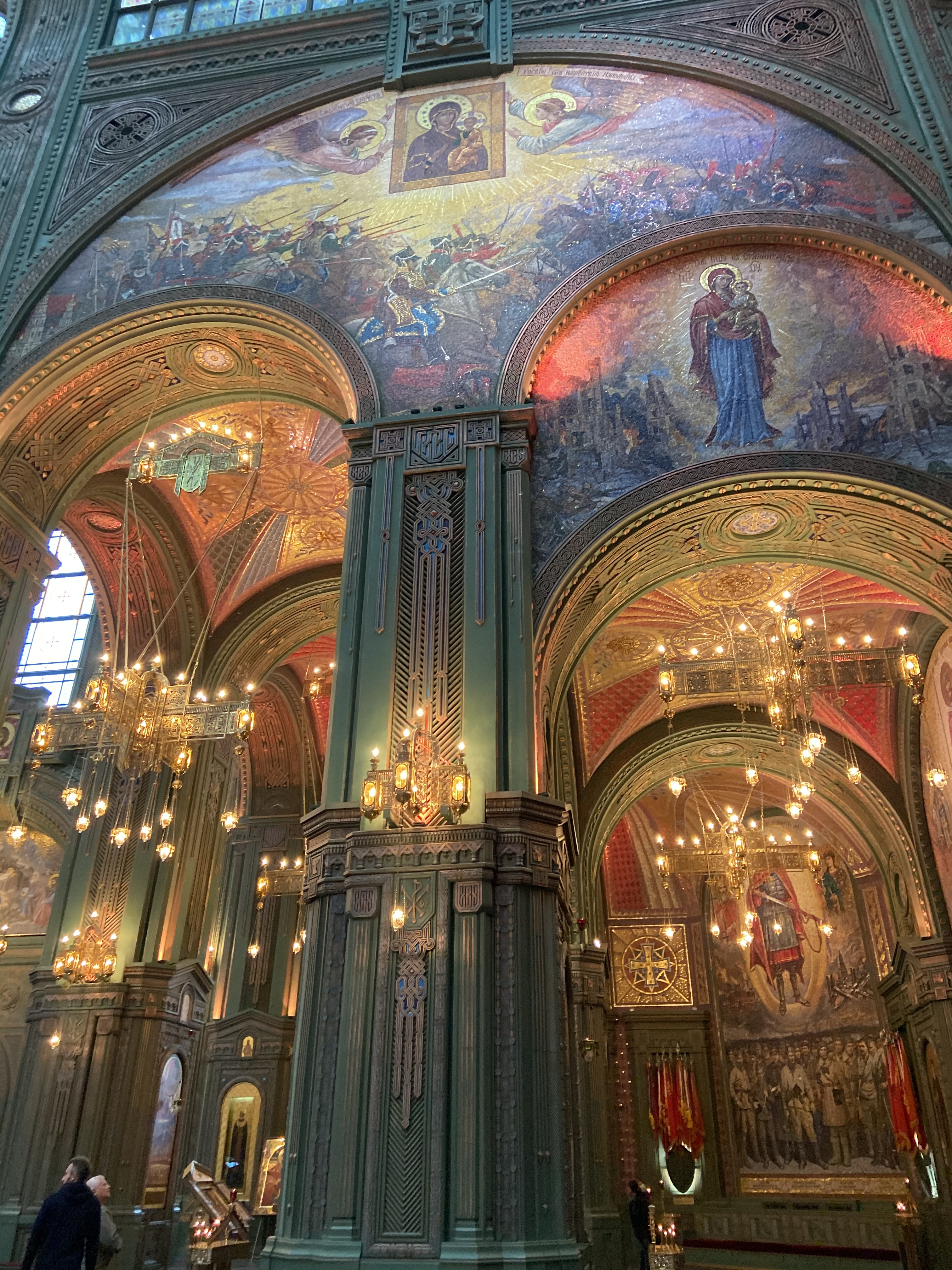
Interiören
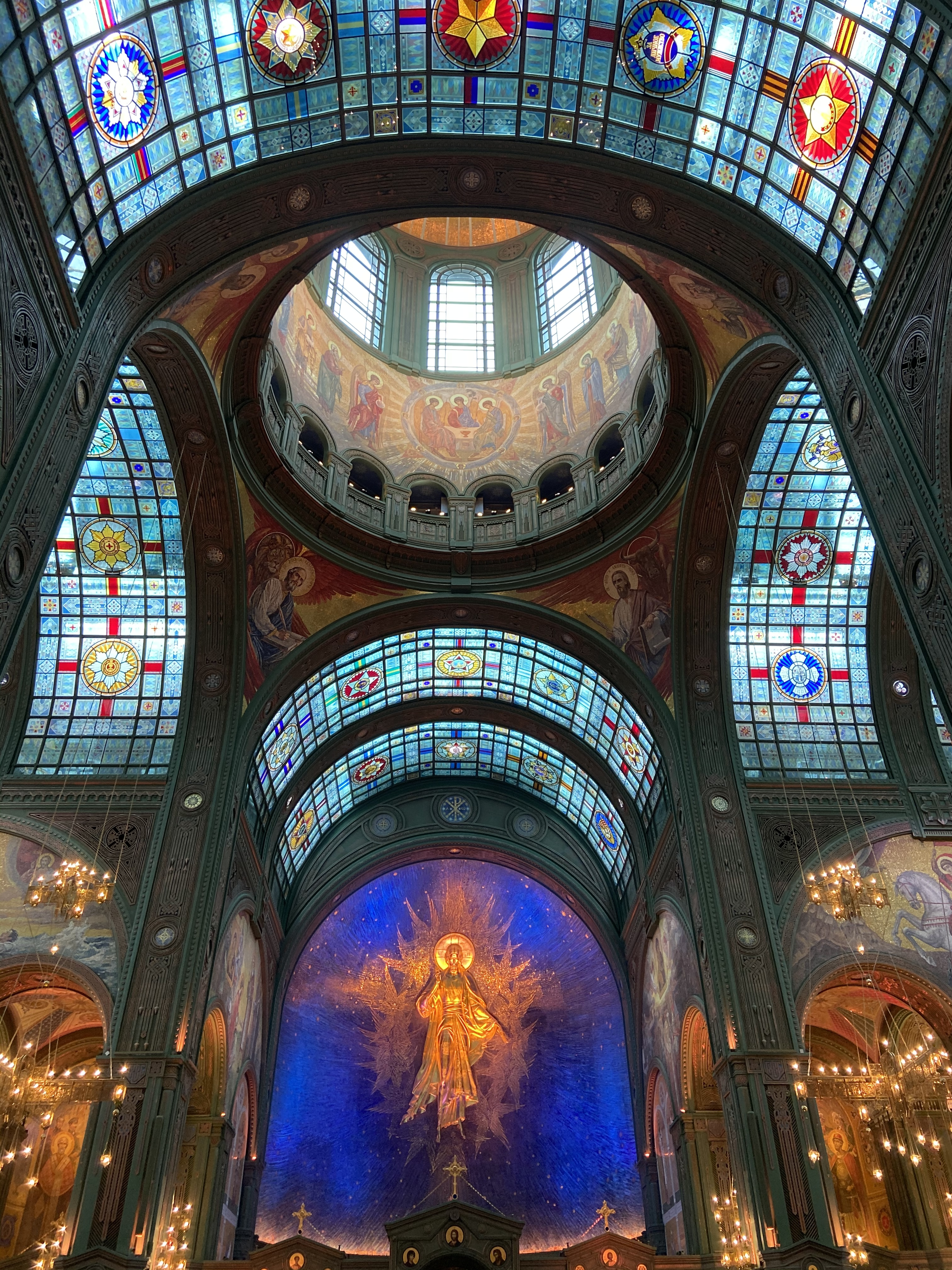
Takfönstrerna med olika sovjetiska/ryska militära utmärkelser.
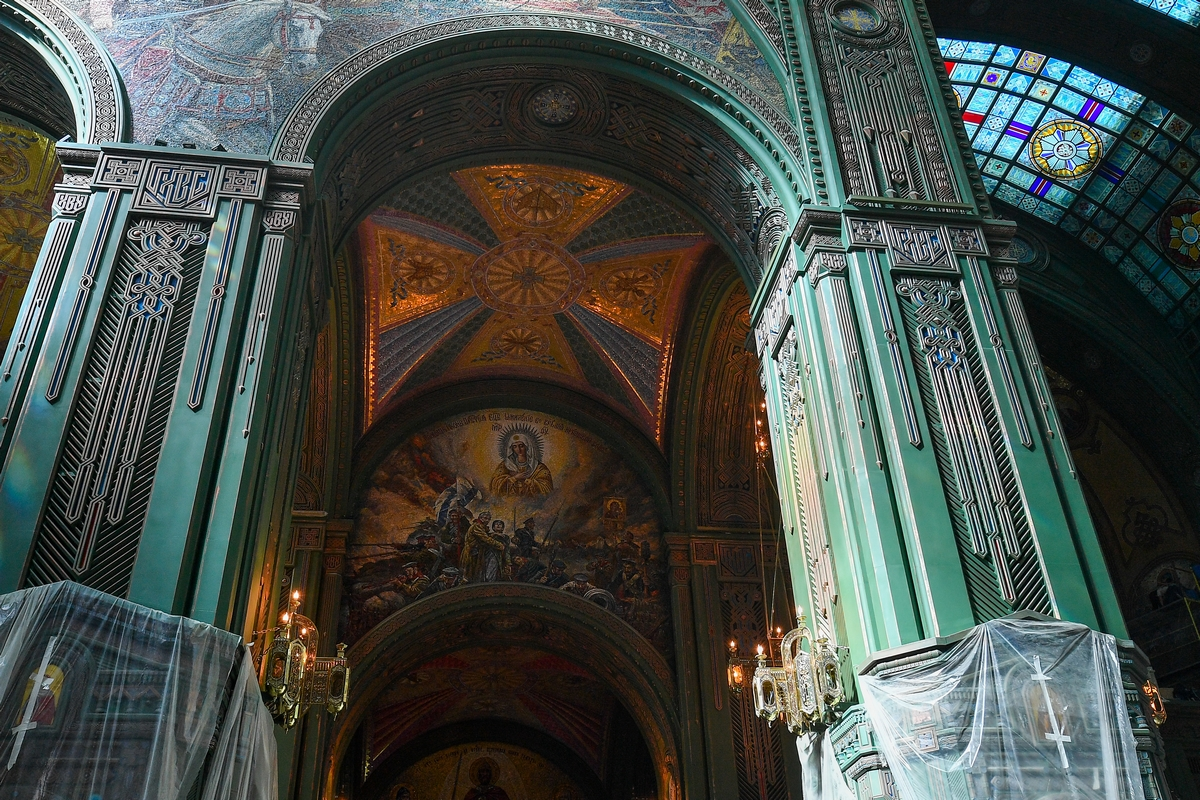
Mosaik.
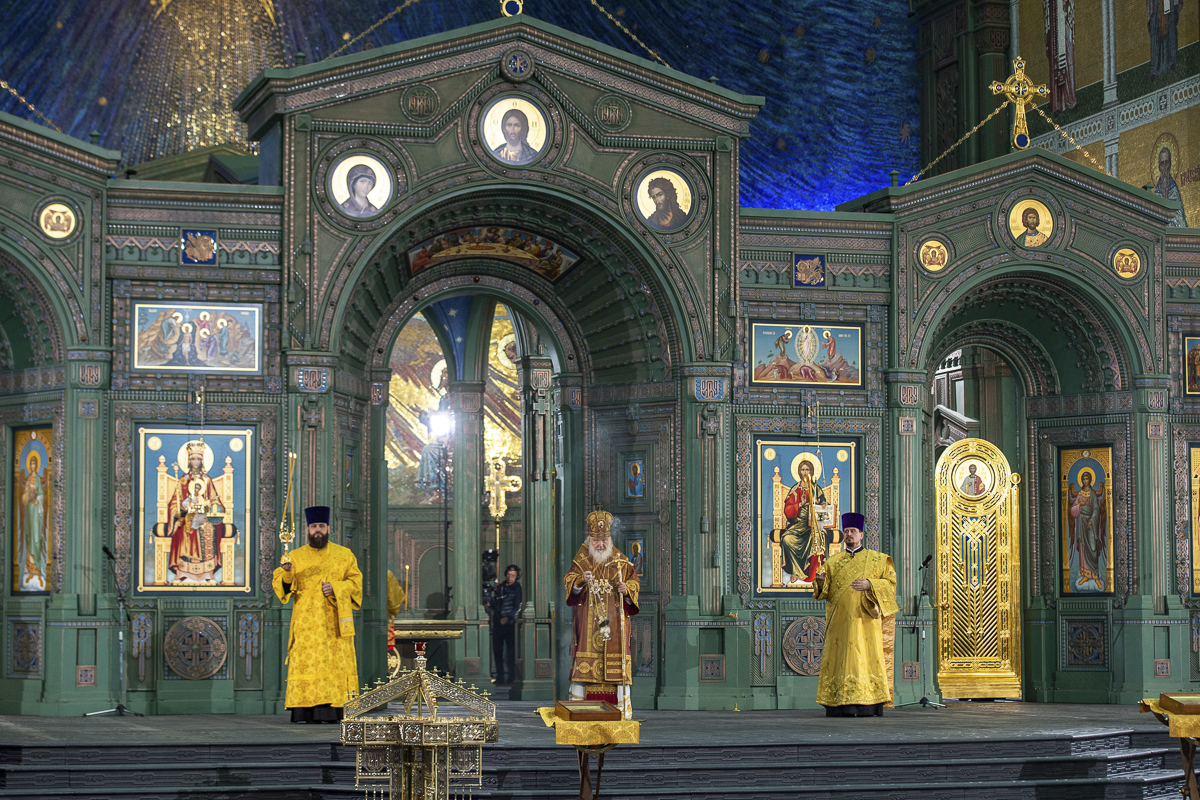
En del av ikonostasen på övervåningen.
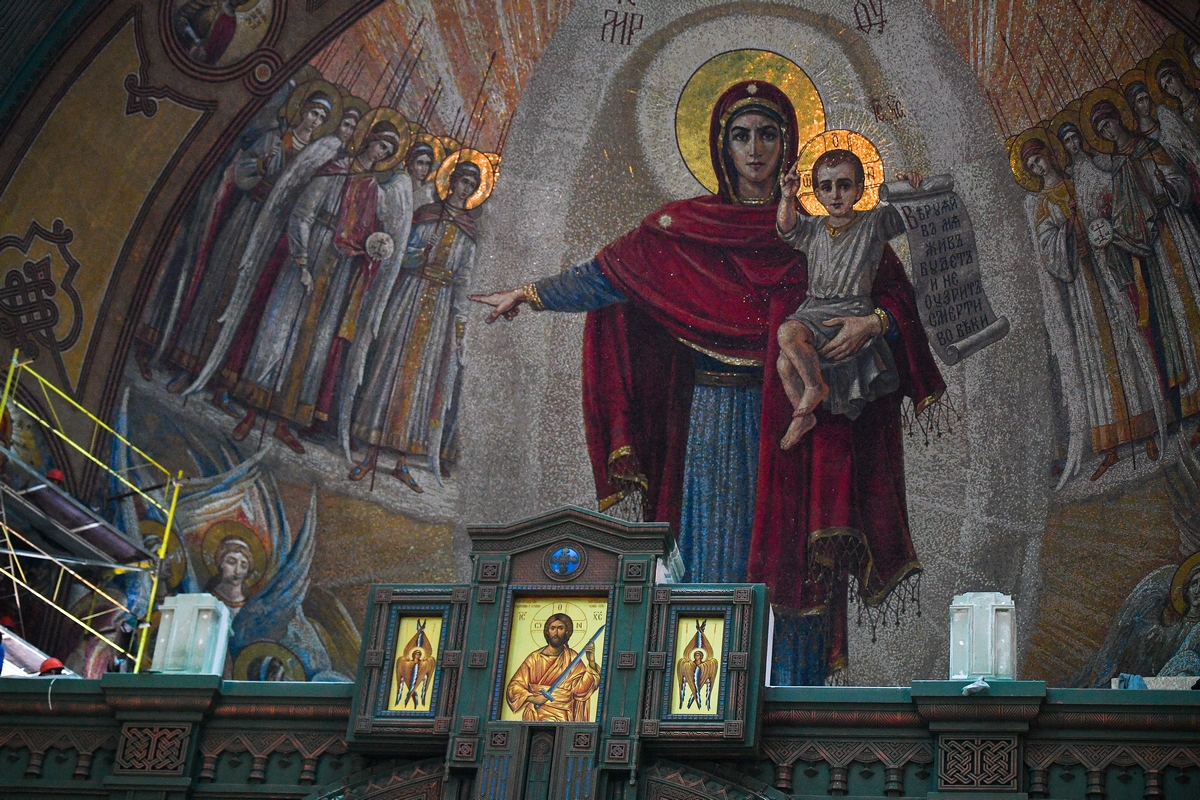
En av mosaikerna som föreställer Jungfru Maria och Jesusbarnet.
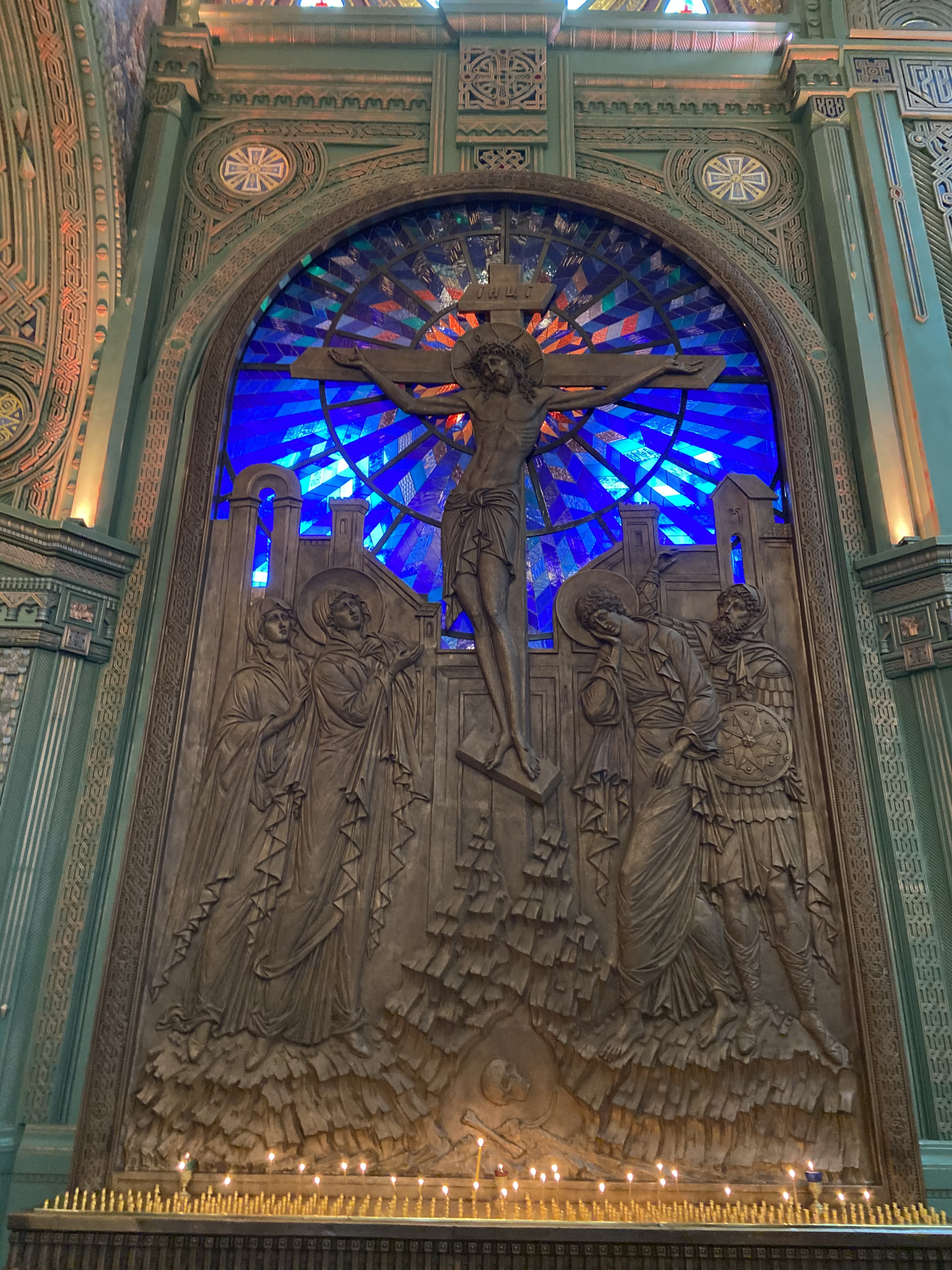
Krucifixet som är gjort av koppar.
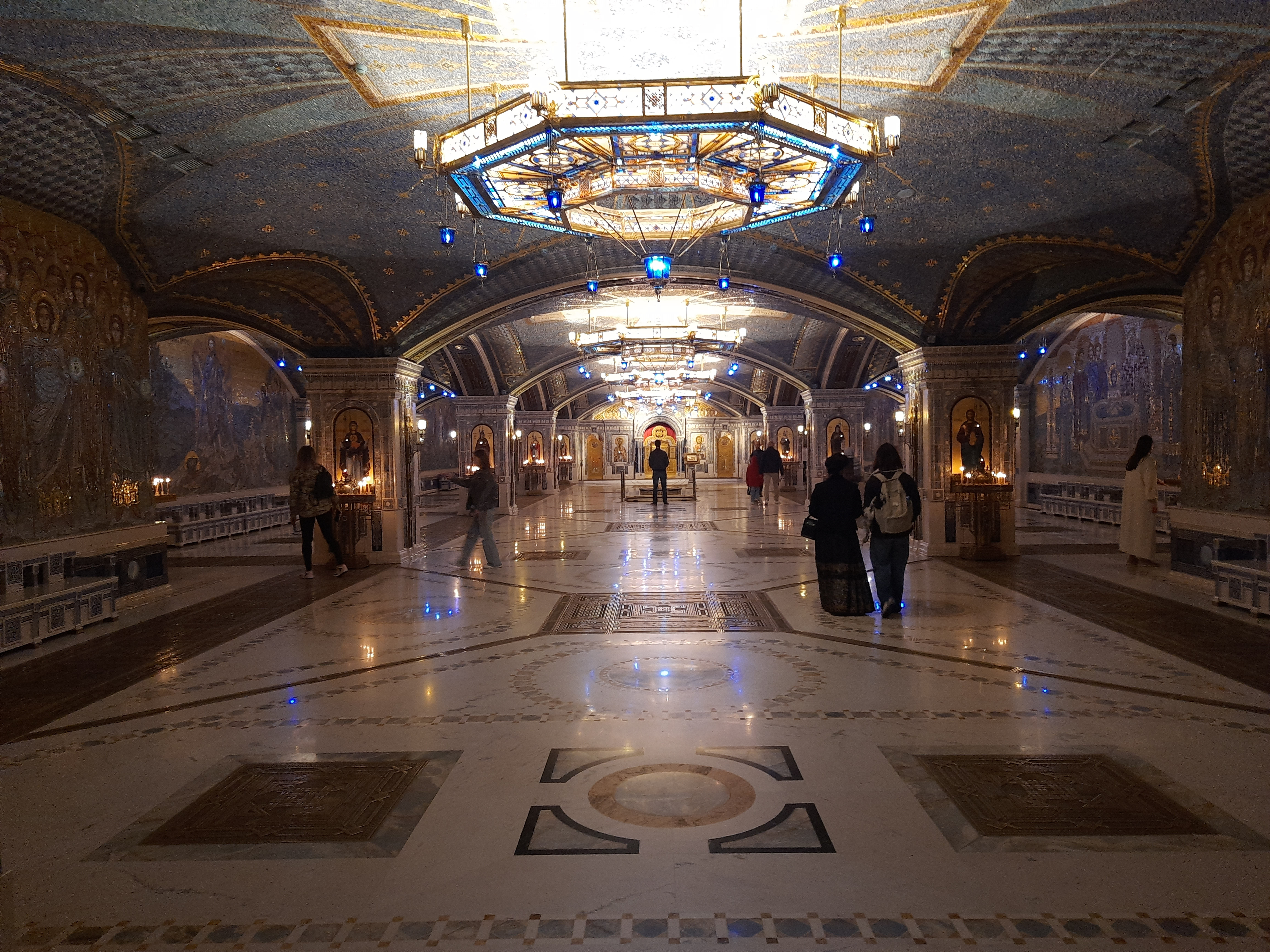
Interiören på undervåningen mot ikonostasen.
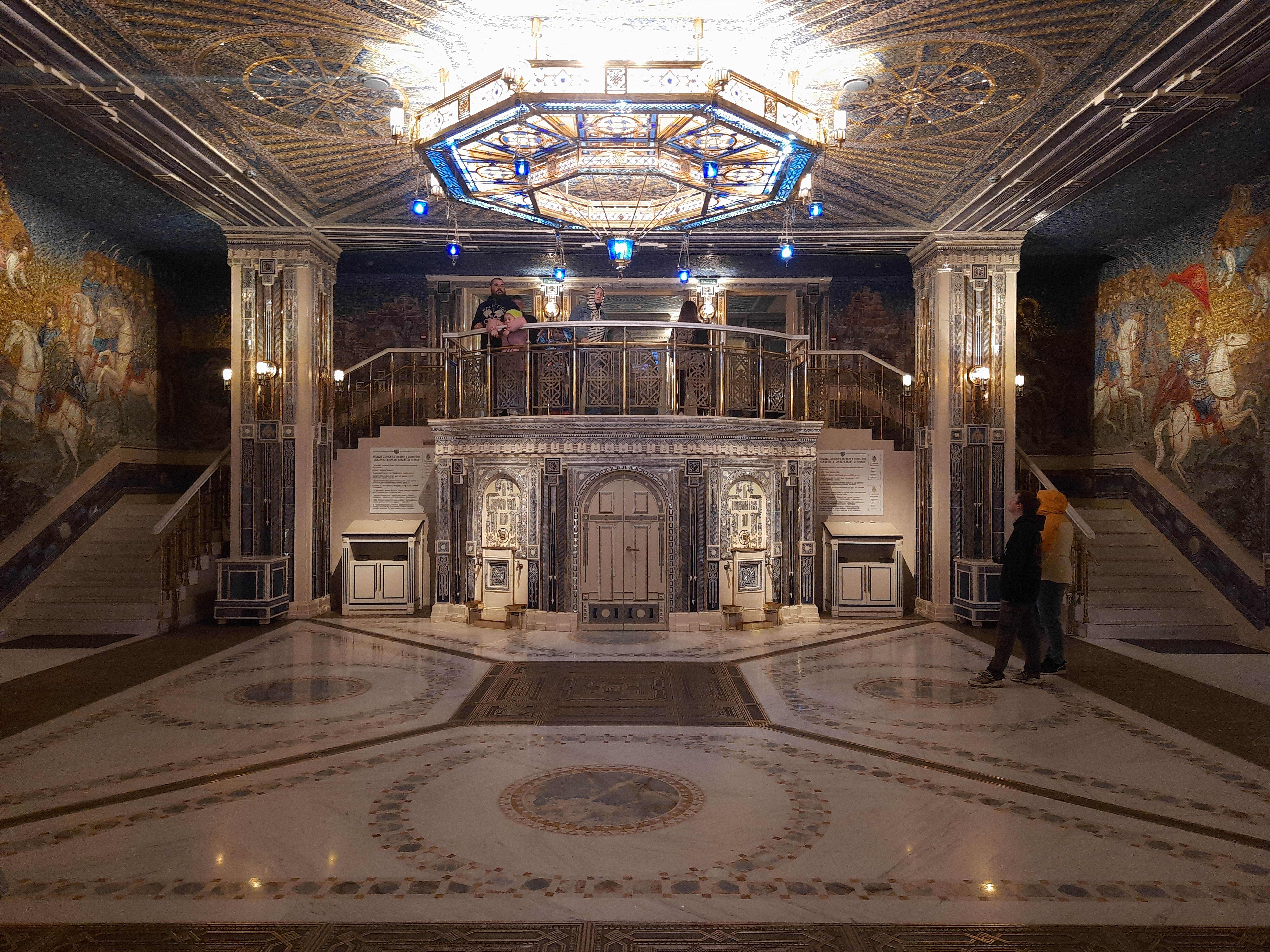
Interiören på undervåningen.
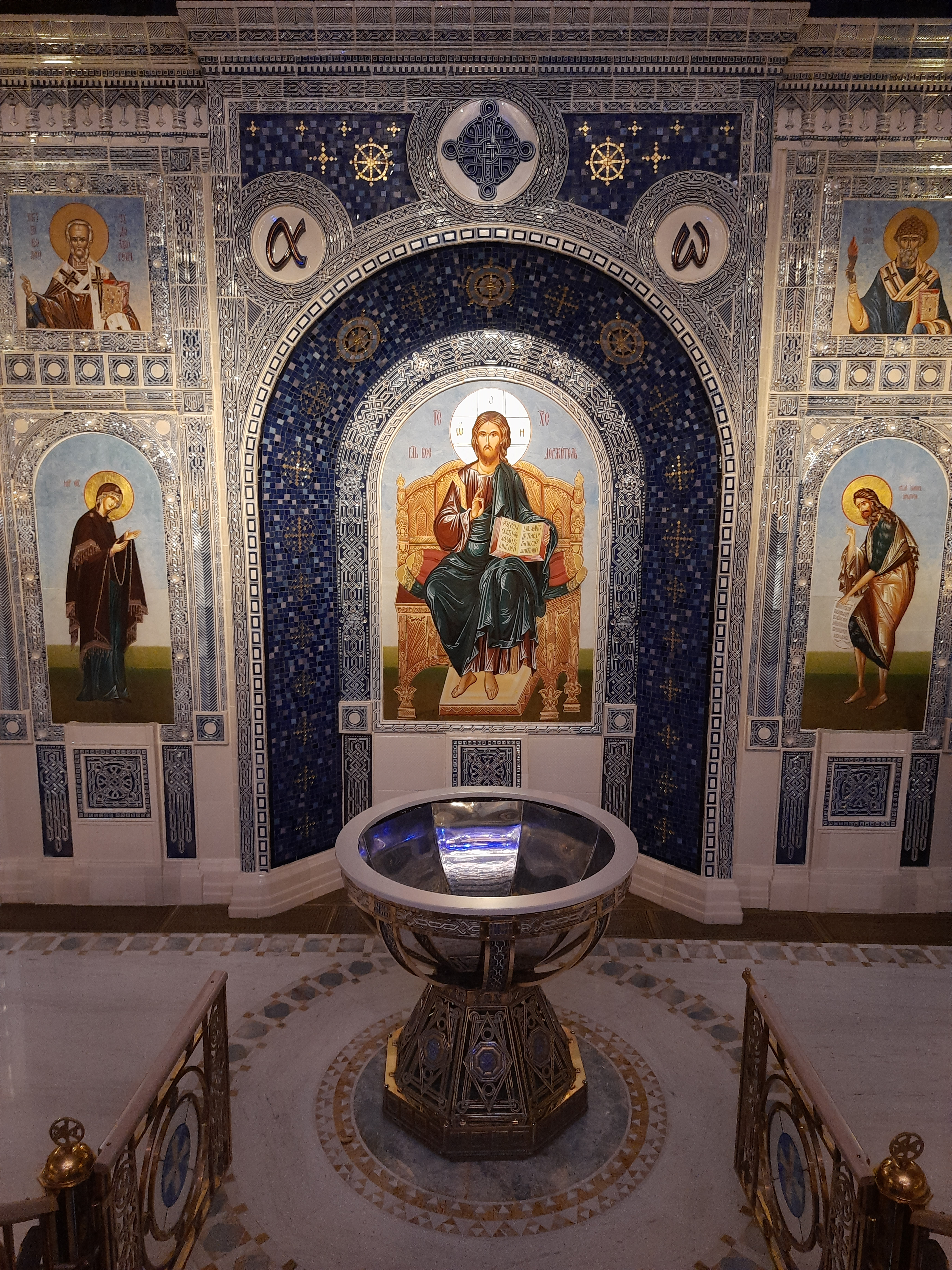
Dopfunt på undervåningen.
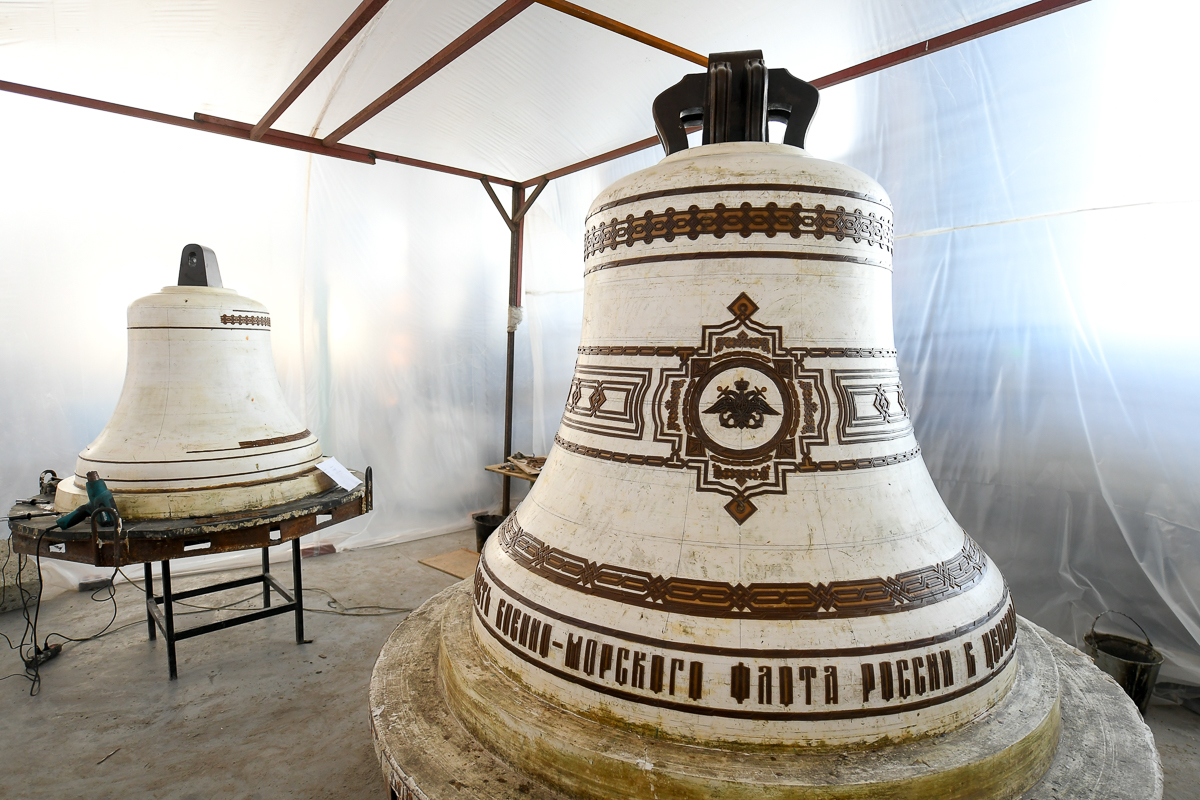
Två av klockorna vid tillverkningen.
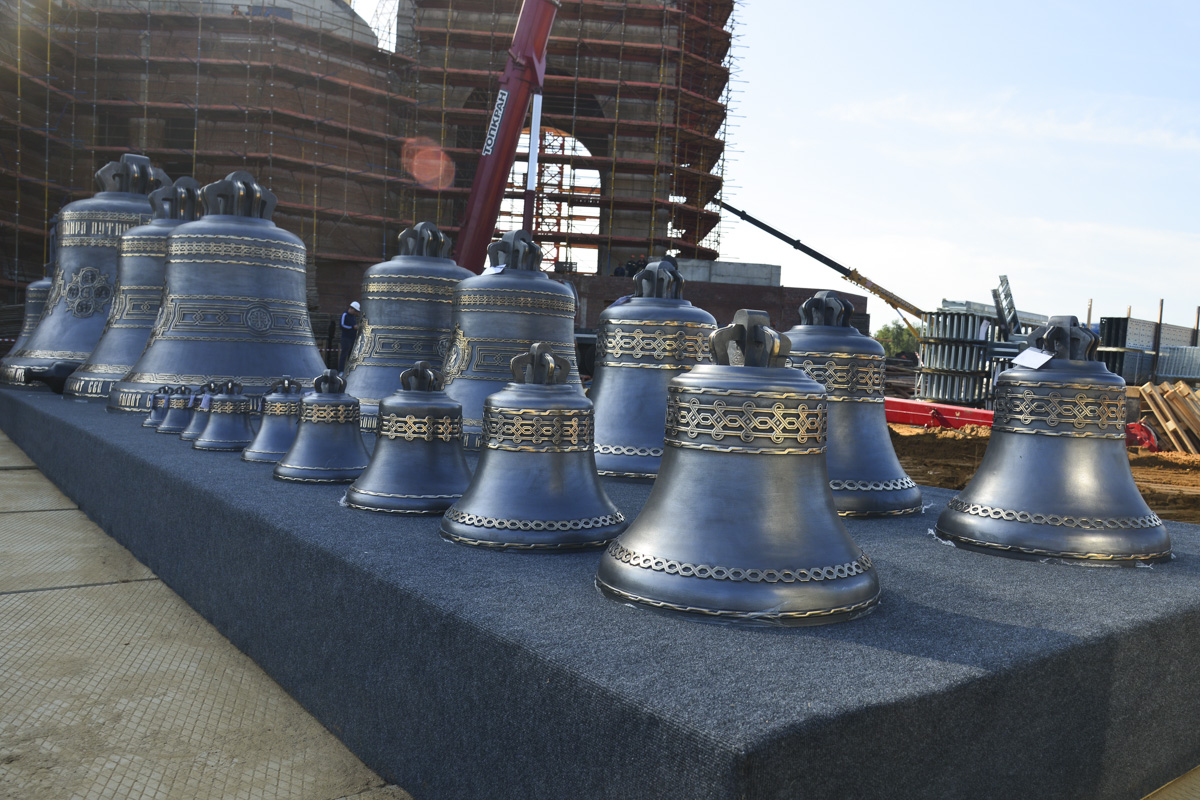
Klockorna vid installationen.